# Antons Jemeļins
Antons Jemeļins (ur. 19 lutego 1984 w Lipawie) – łotewski piłkarz grający na pozycji obrońcy.

## Kariera klubowa
Jemeļins jest wychowankiem klubu Liepājas Metalurgs. W 2014 przeniósł się do klubu Atlantas Kłajpeda, w którym gra do dziś.

## Kariera reprezentacyjna
W reprezentacji Łotwy zadebiutował 12 listopada 2005 roku w towarzyskim meczu przeciwko Białorusi. Na boisku przebywał do 56 minuty. Był to jak dotychczas jedyny jego występ w kadrze (stan na 9 lipca 2013).
| Mecze i gole w reprezentacji | Mecze i gole w reprezentacji | Mecze i gole w reprezentacji | Mecze i gole w reprezentacji | Mecze i gole w reprezentacji | Mecze i gole w reprezentacji | Mecze i gole w reprezentacji |
| #                            | Data                         | Stadion                      | Rywal                        | Wynik                        | Gol                          | Rozgrywki                    |
| 2005                         | 2005                         | 2005                         | 2005                         | 2005                         | 2005                         | 2005                         |
| ---------------------------- | ---------------------------- | ---------------------------- | ---------------------------- | ---------------------------- | ---------------------------- | ---------------------------- |
| 1.                           | 12.11.2005                   | Witebsk, Białoruś            | Białoruś                     | 3:1                          | 0                            | towarzyski                   |

## Sukcesy
- Mistrzostwo Łotwy: 2005, 2009 (Metalurgs)
- Puchar Łotwy: 2006 (Metalurgs)
- Baltic League: 2007 (Metalurgs)